# Dochówko
Dochówko (kaszb. Dochòwskô Széperëjô lub Dochòwskô Òwczarniô, niem. Dochow Schäferei) – osada w Polsce położona w województwie pomorskim, w powiecie słupskim, w gminie Główczyce. Wieś wchodzi w skład sołectwa Wielka Wieś.
W latach 1975–1998 miejscowość administracyjnie należała do województwa słupskiego.

## Nazwa
Nazwa miejscowości jest tzw. chrztem nazewniczym. Ma charakter pseudotopograficzny-relacyjny i powstała przez zdrobnienie nazwy sąsiedniej miejscowości Dochowo przy pomocy formantu -k-. Pierwotna niemiecka nazwa Dochow Schäferei ma charakter kulturowy i stanowi zestawienie dwóch elementów: nazwy własnej Dochow „Dochowo” i nazwy pospolitej Schäferei „owczarnia”.
Rada Języka Kaszubskiego proponuje opartą na polskiej kaszubską formę nazwy Dochòwkò.